# Grannfejden
Grannfejden var ett underhållningsprogram producerat av Strix Television. Programmet gick ut på att bråkande grannar fick hjälp av medlare för att bli sams igen. Programmet har sänts i totalt sex säsonger på TV3 åren 2007–2011. Under samtliga säsonger var Robert Aschberg programledare, men mellan den tredje och sjätte säsongen delade Aschberg rollen som programledare och medlare tillsammans med medlaren Jonas Gåde.

## Om programmet
Varje program handlade om personer som var grannar i antingen lägenhetshus, villa/bostadsområde eller i exempelvis en förening. Innan programmet har konflikter mellan grannarna dykt upp som gör att det sociala livet blir problematiskt. Dessa konflikter ligger och pyr och stör den allmänna trivseln, vilket både tar kraft och energi från alla parter att leva ett liv i lugn och ro. För att komma tillrätta med problemen fick dessa parter träffa en eller två medlare (som programmet använde sig av) som ska hjälpa till att få lugnet att komma tillbaka. Först fick varje part träffa medlarna för att sedan träffas under samma tak, men på neutral mark, för att diskutera problem och sakfrågor och reda ut problemen med målet att grannarna skulle bli sams. Efteråt fick parterna oftast träffas igen och göra övningar för att lära känna varandra för att kunna gå vidare med sin grannsämja. En kort tid efter inspelningen återkom medlarna och/eller programledaren igen för att stämma av hur läget var med grannarna då.
Under de första två säsongerna var Robert Aschberg programledare samtidigt som programmet hade tre medlare att tillgå: Ulf Henricsson, svensk överste av 1. graden, känd som "Sheriffen i Vares" efter sitt ledarskap över den nordiska FN-bataljonen Nordbat 2 i kriget på Balkan, Eleonore Lind, medlare och samtalsterapeut samt Jonas Gåde, terapeut från Göteborg. Inför den tredje säsongen ändrades ordningen så att det bara var Aschberg och Gåde som både programledde och medlade, istället för att Aschberg själv tog kontakt med medlarna som själva åkte till platsen, medlade och sedan rapporterade tillbaka till Aschberg.
En travesti av programmet ingick i ett avsnitt av SVT:s "Historieätarna" år 2014 säsong 2 avsnitt 1. Robert Aschberg återvände som medlare mellan Erik Haag och Lotta Lundgren, som hade en påhittad konflikt om markindelning vid den stora jordbruksreformen i början av 1800-talet.

## Säsongerna
Grannfejden sändes på TV3 hösten 2007, våren 2008, våren 2009, hösten 2009 och hösten 2010. En sjätte säsong sändes under maj och juni 2011.
| Säsong | Säsong   | Antal avsnitt | Sändes                                    | Programledare   | Medlare                                  |
| ------ | -------- | ------------- | ----------------------------------------- | --------------- | ---------------------------------------- |
|        | Säsong 1 | 8             | 25 september- 20 november 2007            | Robert Aschberg | Jonas Gåde, Ulf Henricsson, Eleonor Lind |
|        | Säsong 2 | 9             | 4 mars-29 april 2008                      | Robert Aschberg | Jonas Gåde, Ulf Henricsson, Eleonor Lind |
|        | Säsong 3 | 8             | 9 april-28 maj 2009                       | Robert Aschberg | Jonas Gåde                               |
|        | Säsong 4 | 8             | 19 oktober- 7 december 2009               | Robert Aschberg | Jonas Gåde                               |
|        | Säsong 5 | 8             | 13 oktober-4 november, 8-15 december 2010 | Robert Aschberg | Jonas Gåde                               |
|        | Säsong 6 | 3             | 19 maj-2 juni 2011                        | Robert Aschberg | Jonas Gåde                               |

### Säsong 1
Den första säsongen sändes på tisdagar mellan den 25 september och 20 november 2007. Serien spelades in under sommaren och hösten 2007. 
| Nr |                                                                                           | Sändningsdatum | Avsnitt |
| --- | ----------------------------------------------------------------------------------------- | -------------- | ------- |
| 01 | "Välvuxen häck är orsaken till ett långvarigt och infekterat grannbråk i Skånska Ramlösa" | 2007-09-25     | 101     |
| I Ramlösa utanför Helsingborg är en infekterad konflikt igång mellan grannarna. Mellan två familjer råder en konflikt om en oklippt häck, där ingen av dem vågar klippa ned häcken för att den andre skulle då bli arg. Den andra konflikten råder mellan den ena familjen och samfällighetens ordförande, där båda parter hotar och kränker varandra. Ulf Henricsson och Jonas Gåde skickas till Ramlösa för att mäkla fred. |                                                                                           |                |         |
| 02 | "400 ylande hundar orsakar infekterat grannbråk i Norrländska Laxforsen"                  | 2007-10-02     | 102     |
| En av familjerna i byn Laxforsen är irriterade över att deras granne aldrig kan få tyst på sina hundar. Grannen försvarar sig med att säga att det är tyst rätt ofta. Samtidigt känner hundfamiljen sig hotad då ett antal grannar har försökt förgifta hundarna. Jonas Gåde och Eleonore Lind skickas till Laxforsen för att mäkla fred. |                                                                                           |                |         |
| 03 | "Hot och förnedring plågar byborna i Huljen"                                              | 2007-10-09     | 103     |
| Denna gång är bråket mellan stugägare och markägaren i byn Huljen. Stugägarna, vars mark har styckats av från markägarens mark, säger att de blir påhoppade av markägaren som ständigt är på dem att de förstör hans mark. Markägaren samlar på sig material och visar upp bevis för att stugägarna medvetet förstör för honom och för alla andra. När medlarna Ulf Henricsson och Eleonore Lind kommer till Huljen blir det svårare än någonsin att få grannarna att mäkla fred. |                                                                                           |                |         |
| 04 | "Den ensamma mamman och bråket med byborna i Dala Floda"                                  | 2007-10-16     | 104     |
| Bråket handlar om bybor i Dala Floda som tycker att mamman i den "nyinflyttade familjen" är för slapphänt mot sina barn och stöttar dem, trots att de är de som förstör saker i byn. Mamman tolererar inte att grannarna är på henne och hennes söner jämt, och anser att de har blivit byns hackkycklingar. Ulf Henricsson och Jonas Gåde skickas till Dala Floda för att försöka mäkla fred. |                                                                                           |                |         |
| 05 | "Hästskit förvandlades till hot och polisanmälningar i Sandarne"                          | 2007-10-23     | 105     |
| En familj som bor granne till en hästgård i Sandarne klagar över att grannen, som har hästarna, väldigt ofta låter sina hästar gå i en hage nära familjens tomt. Familjen klagar eftersom det ständigt råder en odör doft över deras tomt, något som gör att de inte kan vistas utomhus. Istället för att kommunicera med varandra har de istället gjort det med anmälningar till kommunen. Eftersom konflikten nu har gått så pass långt får Grannfejdens medlare Eleonore Lind och Ulf Henricsson rycka in för att försöka mäkla fred.                                                                       |                                                                                           |                |         |
| 06 | "Tårar och hårda tag i Skånska Hagestad - i tre generationer"                             | 2007-11-06     | 106     |
| I skånska Hagestad har det i tre generationer utkämpas en grannfejd mellan två bondfamiljer, som strider om rätten till att använda en väg som går mellan gårdarna. På grund av att konflikten har hållit på i mer än 28 år har det lett till både hotelser, trakasserier och våldsamheter mellan familjemedlemmarna. Grannfejden skickar Jonas Gåde och Ulf Henricsson att försöka mäkla fred, men det blir svårare än någonsin... |                                                                                           |                |         |
| 07 | "Karin gör ingen glad i Furudal"                                                          | 2007-11-13     | 107     |
| I Furudal i Dalarna råder en konflikt mellan en kvinna som vill gå naken i sitt eget hem och hennes grannar som tycker att hon ska klä på sig och gå anständigt i området. Grannarnas klagade ledde till att de lyckades få kvinnan vräkt från den lägenhet som hon bodde i, men kvinnan fick sedan rätt i en högre instans och fick därmed bo kvar. Men grannsämjan har inte blivit bättre för det. För att försöka få ordning på grannsämjan skickas medlarna Ulf Henricsson och Eleonore Lind till Furudal för att försöka få till mer samförstånd och lugn.                                                |                                                                                           |                |         |
| 08 | "Skitsnack och mordhot stör idyllen i koloniområdet"                                      | 2007-11-20     | 108     |
| I en koloniförening i Flemingsberg utanför Stockholm råder det delade meningar mellan föreningens medlemmar angående valet av ordförande. Vissa menar att denne ordförande har förstört området och gjort det till ett supområde medan andra hävdar att det inte råder några som helst problem alls. Anklagelser om hot, trakasserier och skadegörelse är bara några av de ämnen som har drabbat området. För att försöka få mer lugn och ro får Jonas Gåde och Eleonor Lind åka till föreningen och försöka reda ut vad som har hänt och hur man ska göra för att få till en bättre relation mellan parterna. |                                                                                           |                |         |

### Säsong 2
Den andra säsongen sändes på tisdagar mellan den 4 mars och 29 april 2008. Serien spelades in under vintern och förvåren 2008.
| Nr |                                                                                       | Sändningsdatum | Avsnitt |
| --- | ------------------------------------------------------------------------------------- | -------------- | ------- |
| 01 | "Att ploga eller att inte ploga - det är frågan"                                      | 2008-03-04     | 201     |
| |                                                                                       |                |         |
| 02 | "Cosmos älskar sina skrotbilar och sin stökiga tomt - det gör inte hans grannar"      | 2008-03-11     | 202     |
| |                                                                                       |                |         |
| 03 | "De forna vännerna i Dykällan har gått "bananas" och bråkar om allt"                  | 2008-03-18     | 203     |
| |                                                                                       |                |         |
| 04 | "Den Polska riksdagen i östre Ejaröd har urartat till ren terror"                     | 2008-03-25     | 204     |
| |                                                                                       |                |         |
| 05 | "Stinkande grisar stör grannsämjan i Hasslöv"                                         | 2008-04-01     | 205     |
| |                                                                                       |                |         |
| 06 | "Obetydlig vägstump får grannarna att kalla varandra för "fläskberg" och "lappjävel"" | 2008-04-08     | 206     |
| |                                                                                       |                |         |
| 07 | "På Höstgatan i Helsingborg råder ett krigsliknande tillstånd"                        | 2008-04-15     | 207     |
| |                                                                                       |                |         |
| 08 | "Kat(t)astrofen i Nitta - Grannarna arga som bin efter husdjurskonflikt"              | 2008-04-22     | 20      |
| |                                                                                       |                |         |
| 09 | "Smockor och smek när Aschberg och Henricsson återvänder till höstens fejder"         | 2008-04-29     | 209     |
| Robert Aschberg och Ulf Henricsson återvänder till några av första säsongens grannfejder för att se hur det gick efter att medlarna och Aschberg lämnat "spelplanen". |                                                                                       |                |         |

### Säsong 3
Den tredje säsongen sändes på torsdagar mellan den 9 april och 28 maj 2009. Säsongen spelades in under vintern och förvåren 2009. 
| Nr |                                                                                         | Sändningsdatum | Avsnitt |
| -- | --------------------------------------------------------------------------------------- | -------------- | ------- |
| 01 | "Den grisiga svinkonfikten i Sjöbo börjar bli svinig"                                   | 2009-04-09     | 301     |
|    |                                                                                         |                |         |
| 02 | "Låten "Habba, Habba, Zoot, Zoot" på repeat - då startade storbråket i Eringsboda"      | 2009-04-16     | 302     |
|    |                                                                                         |                |         |
| 03 | "Lars-Erik och Lars-Olofs sista färd kantas av mordbrand, döda hundar och mjukost"      | 2009-04-23     | 303     |
|    |                                                                                         |                |         |
| 04 | "Hundarnas dygnetrunt-skall har urartat till en bitter grannfejd i Munkfors"            | 2009-04-30     | 304     |
|    |                                                                                         |                |         |
| 05 | "Kung Naken-Kurt av trapphuset ger sig själv rätten att ryta och gorma på sina grannar" | 2009-05-07     | 305     |
|    |                                                                                         |                |         |
| 06 | "Nossebros griniga gubbar blir citronsura över grannens stökiga tomt"                   | 2009-05-14     | 306     |
|    |                                                                                         |                |         |
| 07 | "Hoppande hundar och skenande hästar har gjort livet surt i Vikmanshyttan"              | 2009-05-21     | 307     |
|    |                                                                                         |                |         |
| 08 | "Ett ruttet servitut och en uråldrig akacia får grannarna i Anderslöv att gå bananas"   | 2009-05-28     | 308     |
|    |                                                                                         |                |         |

### Säsong 4
Den fjärde säsongen sändes på måndagar mellan den 19 oktober och 7 december 2009. Serien spelades in under sommaren och hösten 2009.
| Nr |                                                                                     | Sändningsdatum | Avsnitt |
| -- | ----------------------------------------------------------------------------------- | -------------- | ------- |
| 01 | "Medlingen i Katrineholm slutar i hot och handgemäng"                               | 2009-10-19     | 401     |
|    |                                                                                     |                |         |
| 02 | "I Fjugesta viner både yxor och armeringsjärn i en infekterad grannfejd"            | 2009-10-26     | 402     |
|    |                                                                                     |                |         |
| 03 | "Galopperande osämja i Kungsbacka leder till full kavallerichock i regeringsrätten" | 2009-11-02     | 403     |
|    |                                                                                     |                |         |
| 04 | "En kanin och Eddie Meduza förvandlade väninnorna i Älgarås till bittra fiender"    | 2009-11-09     | 404     |
|    |                                                                                     |                |         |
| 05 | "Griniga hårtslående gubbar i Strömsund tvingar medlarna till radikala lösningar"   | 2009-11-16     | 405     |
|    |                                                                                     |                |         |
| 06 | "I Järbo bajsbombas hus efter konflikt om en rutten skejtramp"                      | 2009-11-23     | 406     |
|    |                                                                                     |                |         |
| 07 | "Skall från liten hund leder till skäll i Kallinge"                                 | 2009-11-30     | 407     |
|    |                                                                                     |                |         |
| 08 | "Freden i Baggetorp blev kortvarig - Aschberg och Gåde rycker ut igen"              | 2009-12-07     | 408     |
|    |                                                                                     |                |         |

### Säsong 5
Den femte säsongen sändes på onsdagar och torsdagar mellan den 13 oktober och 4 november 2010. Ytterligare två avsnitt sändes den 8:e och 15 december. Säsongen spelades in under sommaren och hösten 2010.
| Nr |                                                                                       | Sändningsdatum | Avsnitt |
| -- | ------------------------------------------------------------------------------------- | -------------- | ------- |
| 01 | "Fullt tvättstugekrig i Växjö"                                                        | 2010-10-13     | 501     |
|    |                                                                                       |                |         |
| 02 | "Hundvalp användes som grävlingsbete - Då tog det hus i helvete"                      | 2010-10-14     | 502     |
|    |                                                                                       |                |         |
| 03 | "Stenkorkad grannfejd i Hannabad får stenkul slut"                                    | 2010-10-20     | 503     |
|    |                                                                                       |                |         |
| 04 | "Aschberg medlar med "kåtlek""                                                        | 2010-10-21     | 504     |
|    |                                                                                       |                |         |
| 05 | "Sura tanter och en sur gubbe - ett bråk i tio år"                                    | 2010-10-27     | 505     |
|    |                                                                                       |                |         |
| 06 | "Släkten är värst - I Kråkelund har släktingar bråkat med varandra i över 20 år"      | 2010-11-03     | 506     |
|    |                                                                                       |                |         |
| 07 | "Djurvännerna Rolf och Jessica i Annelund skyr varandra som hund och katt"            | 2010-12-08     | 507     |
|    |                                                                                       |                |         |
| 08 | "En felparkerad bil leder till bananer i avgasröret och hot om MC-gäng och pyromaner" | 2010-12-15     | 508     |
|    |                                                                                       |                |         |

### Säsong 6
Den sjätte säsongen sändes på tre torsdagar i rad under maj och juni 2011. Säsongen spelades in under vintern 2011. 
| Nr |                                                                                         | Sändningsdatum | Avsnitt |
| -- | --------------------------------------------------------------------------------------- | -------------- | ------- |
| 01 | "Sexskvaller och technotyranni får det att gnissla i Knislinge"                         | 2011-05-19     | 601     |
|    |                                                                                         |                |         |
| 02 | "Stinkande högar med hundbajs och fruktan för strålning leder till oro i Vänersborghus" | 2011-05-26     | 601     |
|    |                                                                                         |                |         |
| 03 | "Tvist om Apache utmynnar i trakasserier och slagsmål på ljuva Ljusterö"                | 2011-06-02     | 603     |
|    |                                                                                         |                |         |